# برنارد باول
برنارد باول (بالفرنسية: Bernard Paul)‏ هو كاتب سيناريو ومخرج فرنسي، ولد في 14 مارس 1930 في باريس في فرنسا، وتوفي بنفس المكان في 6 ديسمبر 1980.

## وصلات خارجية
- برنارد باول على موقع IMDb (الإنجليزية)
- برنارد باول على موقع أول موفي (الإنجليزية)
- برنارد باول على موقع قاعدة بيانات الفيلم (الإنجليزية)
- برنارد باول على موقع كينوبويسك (الروسية)